# Prunus nikaii
Prunus nikaii är en rosväxtart som först beskrevs av Masaji Masazi Honda, och fick sitt nu gällande namn av Gen-Iti Koidzumi. Prunus nikaii ingår i släktet prunusar, och familjen rosväxter. Inga underarter finns listade i Catalogue of Life.